# La Marche (Nièvre)
La Marche – miejscowość i gmina we Francji, w regionie Burgundia-Franche-Comté, w departamencie Nièvre.
Według danych na rok 1990 gminę zamieszkiwało 511 osób, a gęstość zaludnienia wynosiła 47 osób/km² (wśród 2044 gmin Burgundii La Marche plasuje się na 450. miejscu pod względem liczby ludności, natomiast pod względem powierzchni na miejscu 870.).